# 大谷海岸車站
大谷海岸車站（日语：／ Ōya-kaigan eki */?）是一位於日本宮城縣氣仙沼市本吉町、東日本旅客鐵道（JR東日本）氣仙沼線沿線的BRT車站。

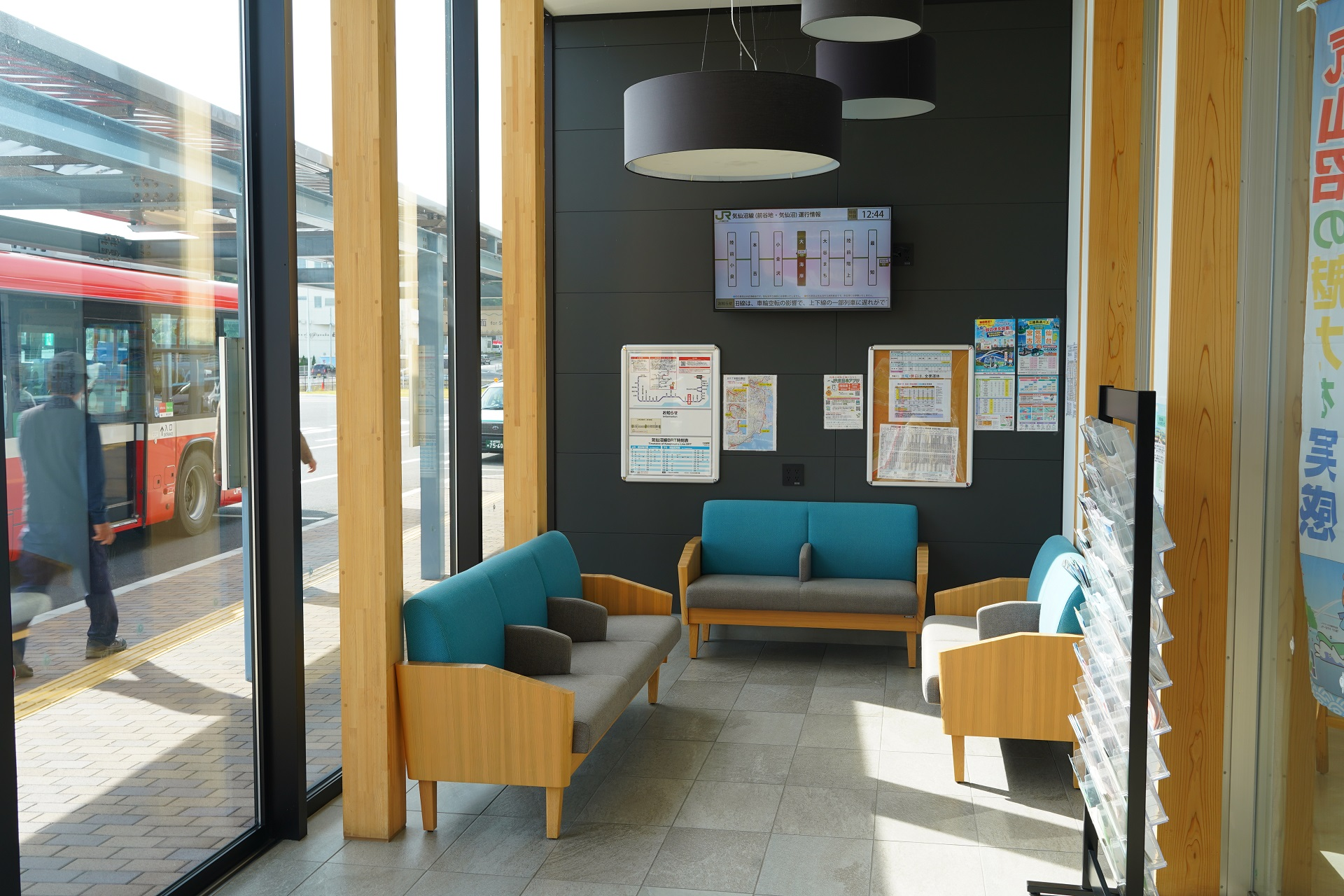
候車室内(2022年10月)

## 車站構造
本站在東日本大震災前为側式月台1面1線的地面車站。是由氣仙沼站管理的無人站。

## 歷史

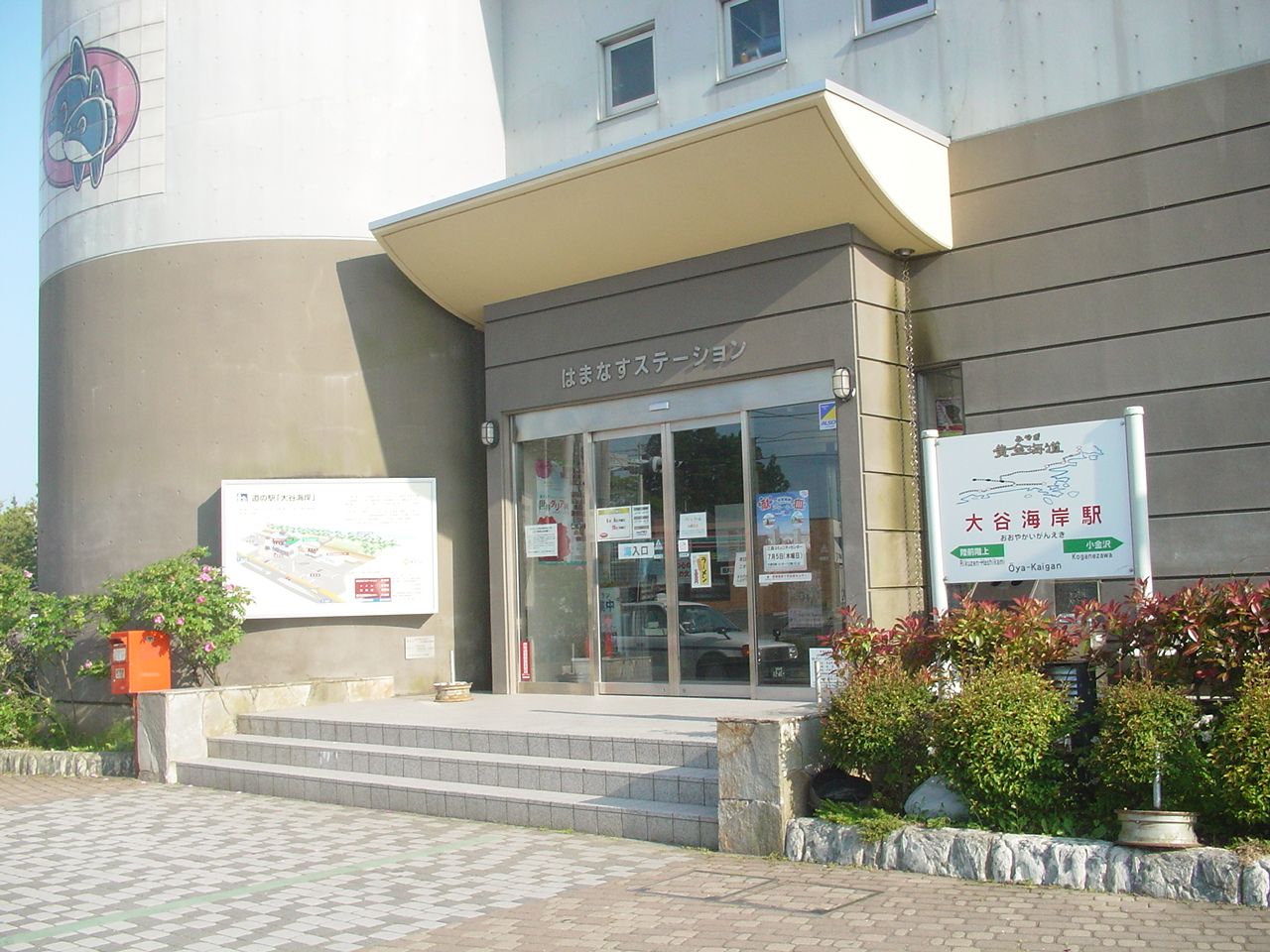
震災前与道之站大谷海岸使用同一建筑的车站

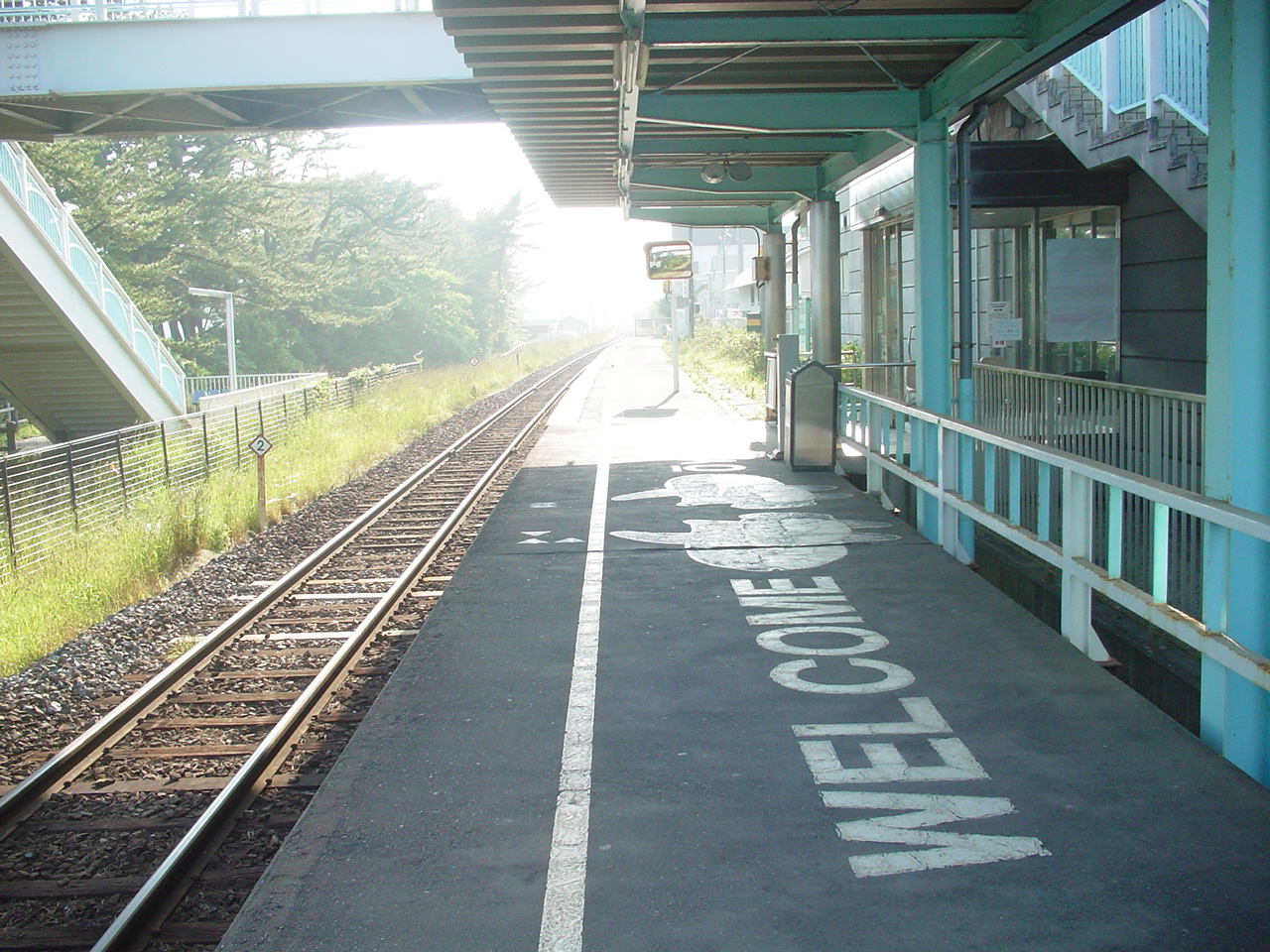
震災前的月台（2007年6月）

- 1957年（昭和32年）2月11日 - 車站啟用，啟用時車站原名大谷。
- 1972年（昭和47年）2月1日 - 車站無人化。
- 1987年（昭和62年）4月1日 - 日本國鐵分割民營化，車站管轄劃歸由東日本旅客鐵道繼承。
- 1997年（平成9年）3月22日 - 車站更名為大谷海岸。
- 2011年（平成23年）3月11日 - 东北地方太平洋近海发生严重地震，站舍的一部分因海峡影响地基下沉，因修复困难而放弃[1]。
- 2020年（令和2年）4月1日：随着柳津-气仙沼段铁路线废线，不再作为铁路站[2]。

## 車站周邊
- 道之驛大谷海岸
- 大谷海水浴場（东日本大震灾後不再开放）
- 大谷郵局
- 國道45號

## 相鄰車站
東日本旅客鐵道
■氣仙沼線（BRT路段）
小金澤－大谷海岸－大谷町

## 外部連結
- （日語）大谷海岸車站（JR東日本） （页面存档备份，存于）